# 山本さくら (自転車選手)
山本 さくら（やまもと さくら、1991年〈平成3年〉4月13日 - ）は、埼玉県出身の女子自転車競技選手。

## 来歴
埼玉県立熊谷女子高等学校時代は、陸上競技の七種競技に取り組んでいたが、関東大会出場レベルが精一杯という状況を踏まえ、幼年時代に趣味で取り組んだトライアスロンの経験を生かし、将来は自転車競技を取り組みたいという思いから、女子の著名選手を多数輩出している鹿屋体育大学への進学を志した。しかしながら、自転車競技の実績がないため、推薦入試の受験がかなわず、一般入試で同校に合格した。2013年度シーズンの同校自転車部の主将を務めている。

### 戦績
2012年
- 全日本自転車競技選手権大会トラックレース
  - 500mTT 3位
  - 個人追抜 2位

2013年
- 第33回アジア自転車競技選手権大会
  - 個人追抜 2位
  - 団体追抜 2位
- 全日本自転車競技選手権大会トラックレース
  -  個人追抜 優勝
  - 500mTT 2位
  -  オムニアム 優勝

2014年
- 全日本自転車競技選手権大会トラックレース
  - ポイントレース 2位
  -  個人追抜 優勝
  -  オムニアム 優勝

2015年
- 全日本自転車競技選手権大会トラックレース
  - オムニアム 2位

2016年
- 新たに発足したプロチームシエルブルー鹿屋に所属。
- 全日本自転車競技選手権大会トラックレース
  -  500mTT　優勝
  -  個人追抜　優勝
- リオデジャネイロオリンピック オムニアム出場、16位。

2017年
- 2016年末に大学同期の山本元喜との入籍を発表[2]

2019年
- ナショナルチーム復帰を目指していたが、パラサイクリング(タンデム)のパイロット(前席)としてパラリンピックを目指すことを自身のブログでアナウンス。
- 2019全日本パラサイクリング選手権タイムトライアル
  -  女子タンデム 優勝、ストーカー(後席)山口乃愛
- 第54回都道府県大会 チームタイムトライアル 優勝
- パラサイクリング世界選手権に出場(ストーカー山口乃愛)、ロードタイムトライアル15位、ロードレース14位

2020年
- 第51回JBCF東日本トラック 500mTT、チームスプリント　優勝
- 全日本自転車競技選手権大会トラックレース
  -  500mTT　優勝
- 表彰式の席上で現役引退を表明(正式な引退は2021年3月)

2023年
- かごしま国体に向けて現役復帰[3]